# Monogram
Monogram er en sammensat figur, som oftest består af flere sammenslyngede bogstaver, som skal symbolisere et navn eller en titel. Monogrammet kan ofte være kombineret med symboler som tal, kroner eller kors.

## Historie/anvendelse
De ældste monogrammer findes på oldtidens mønter og betegner deres hjemsted eller møntmester. 
Kristusmonogrammet er det ældste kristne monogram. 
Fra Karl den Stores tid underskriver kongerne sig med monogram (Karl den Store kunne slet ikke skrive). Fra det 13. årh. begynder skikken at gå af brug. Senere bruges monogram om de mærker, som kunstnere signerede deres værker med.

## Regenter
Regenter har sædvanligvis eget monogram.
Spejlmonogram er etsymmetrisk formet dobbeltmonogram, bestående af et retvendt og et spejlvendt monogram.